# イブニング・ファイル
イブニング・ファイルは、毎週、月曜日～金曜日17:00~17:45までFMとやまで放送されていた情報番組。

## 概要
FMとやまの自社制作報道番組で、ニュースや交通情報、特集が放送された。
2009年4月からは『AZ TIME MUSIC』の終了に併せて16:30に放送開始となり、放送時間が30分延長されたが、2010年1月に16:30にあぐりずむが放送開始となり、放送開始は従来の17:00に戻った。
2010年3月31日に終了。

## パーソナリティ
- 今井隆信（月、火）
- 上野紋（水、木）
- 久和恵実（金）